# Towarzystwo budownictwa społecznego

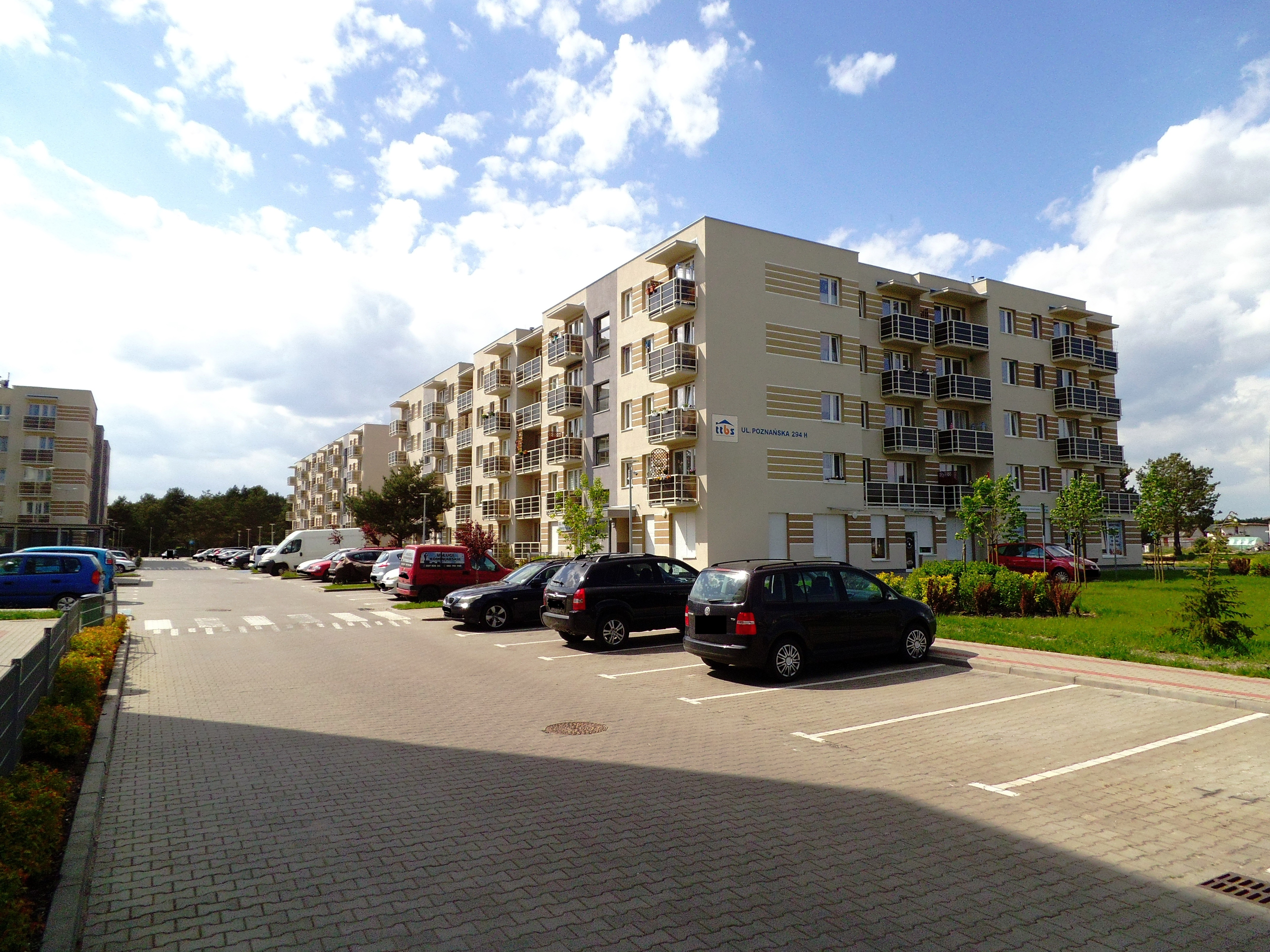
Bloki Toruńskiego Towarzystwa Budownictwa Społecznego na Glinkach w Toruniu

Towarzystwo budownictwa społecznego (TBS) – podmioty utworzone ustawą z dnia 26 października 1995 roku o niektórych formach popierania budownictwa, których celem jest realizacja zadań wynikających z ww. ustawy, w szczególności budowy mieszkań na wynajem o umiarkowanych czynszach dla osób o średnich dochodach, ze środków Krajowego Funduszu Mieszkaniowego.
TBS-y mogły działać w formie spółki z ograniczoną odpowiedzialnością, spółki akcyjnej lub spółdzielni osób prawnych.
Z uwagi na brak możliwości wypłaty dywidendy, TBS-y do końca 2006 roku korzystały ze zwolnienia z podatku dochodowego. Stawki czynszu ustalane były przez wewnętrzne uchwały podmiotu tworzącego TBS (spółki lub spółdzielni). Ustawy określają minimalną i maksymalną wysokość czynszu. Maksymalna wartość czynszu nie mogła przekroczyć w skali roku 4% wartości odtworzeniowej lokalu w rozumieniu przepisów ustawy z dnia 21 czerwca 2001 roku o ochronie praw lokatorów, mieszkaniowym zasobie gminy i o zmianie Kodeksu cywilnego.
Pierwszym w Polsce budynkiem czynszowym wybudowanym przez TBS jest 36-mieszkaniowy blok w Śremie, wybudowany w sierpniu 1994 roku.
Zgodnie z nowelizacją ustawy, która weszła w życie z dniem 19 stycznia 2021 roku, nie jest możliwe powoływanie nowych TBS-ów. Istniejące TBS-y mogą funkcjonować bez zmian. Nowo powoływane podmioty nazwane zostały Społecznymi Inicjatywami Mieszkaniowymi (SIM). Główną różnicą między formą SIM, a TBS jest wprowadzona przez nowelizację możliwość udziału Skarbu Państwa w nowopowstających SIM-ach lub istniejących TBS-ach.